# Ru des Morteaux
Le ru des Morteaux est un ruisseau du département des Hauts-de-Seine en région Île-de-France, se jetant dans la Bièvre en souterrain à Antony, donc un sous-affluent de la Seine.

## Description
Le ru des Morteaux a été entièrement recouvert au cours des années 1950 en même temps que la Bièvre. Son tracé est visible sur carte du début des années 1950.
Ce petit cours d’eau est alimenté par un trop-plein du Grand canal du parc de Sceaux à son extrémité sud. Le Grand canal reçoit lui-même les eaux du ru d’Aulnay et du ru de Châtenay également souterrains en totalité pour celui-ci et dans la partie aval du ru d’Aulnay. Ces 3 petits ruisseaux forment donc un ensemble hydraulique local.
Le ru des Morteaux traverse une partie sud du parc, passe sous l’avenue du Général-de-Gaulle (D 986), puis sous la résidence universitaire Jean-Zay. Son cours correspond ensuite à l’allée des Peupliers, au passage piétonnier sous les voies du RER. En poursuivant en aval, le ruisseau passe entre la rue des Morteaux et la rue Paul-Bourget, vire à droite, longe le côté ouest de l’avenue Aristide-Briand (D 920), passe sous cette route et suit la rue Louis-Barthou jusqu’à son confluent avec la Bièvre souterraine à la limite du territoire communal d’Antony avec celui de la ville de Fresnes.

## Galerie

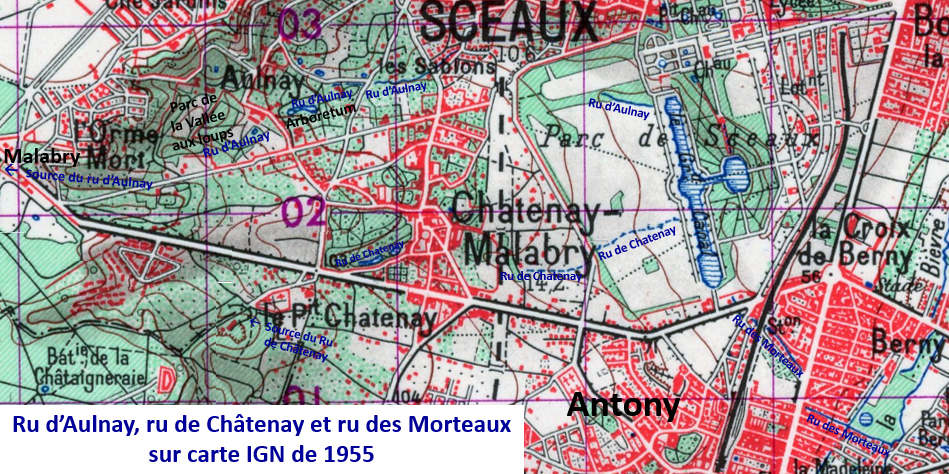
Ensemble hydraulique des rus d'Aulnay, de Châtenay et des Morteaux sur carte de 1955
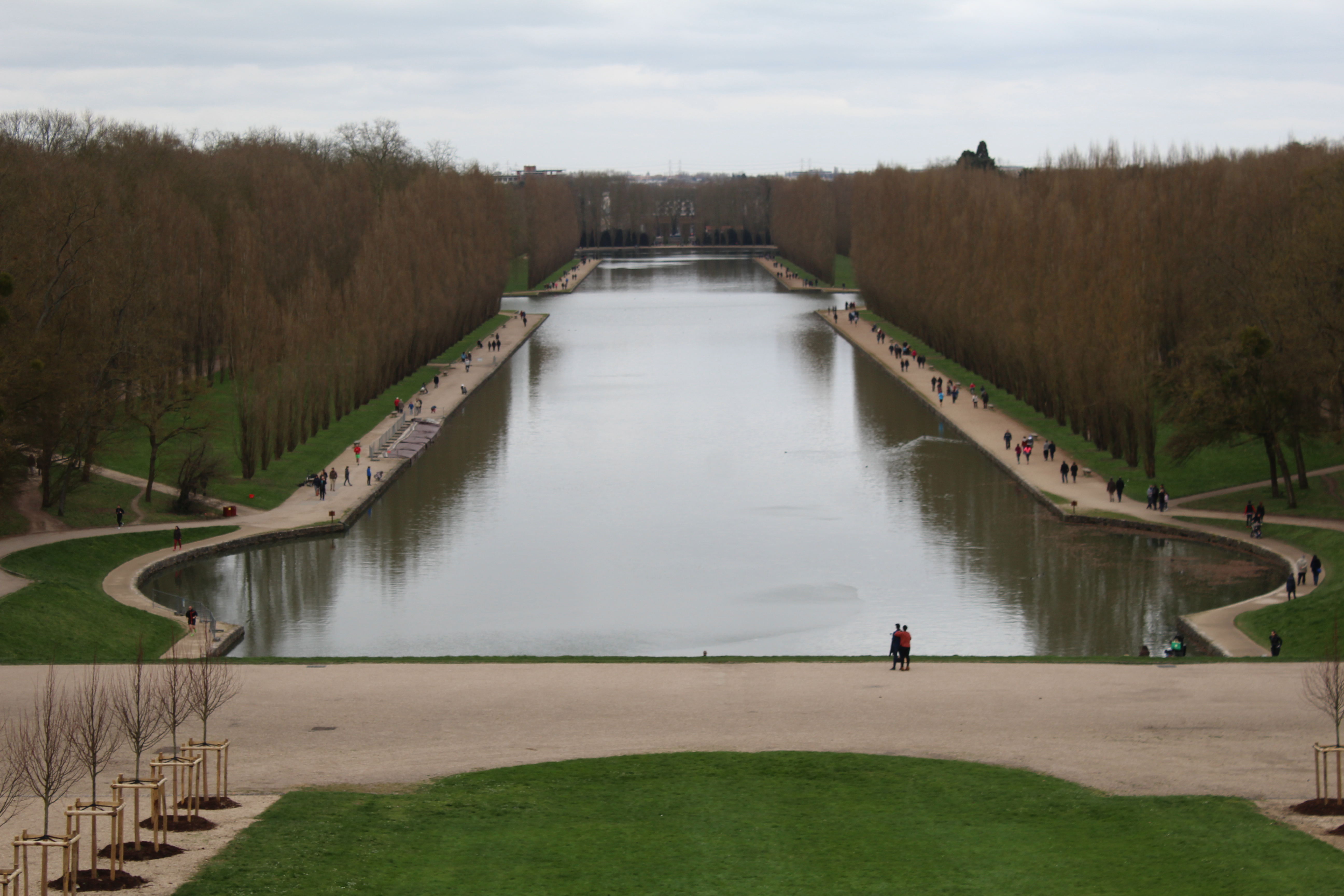
Le Grand Canal du Parc Sceaux
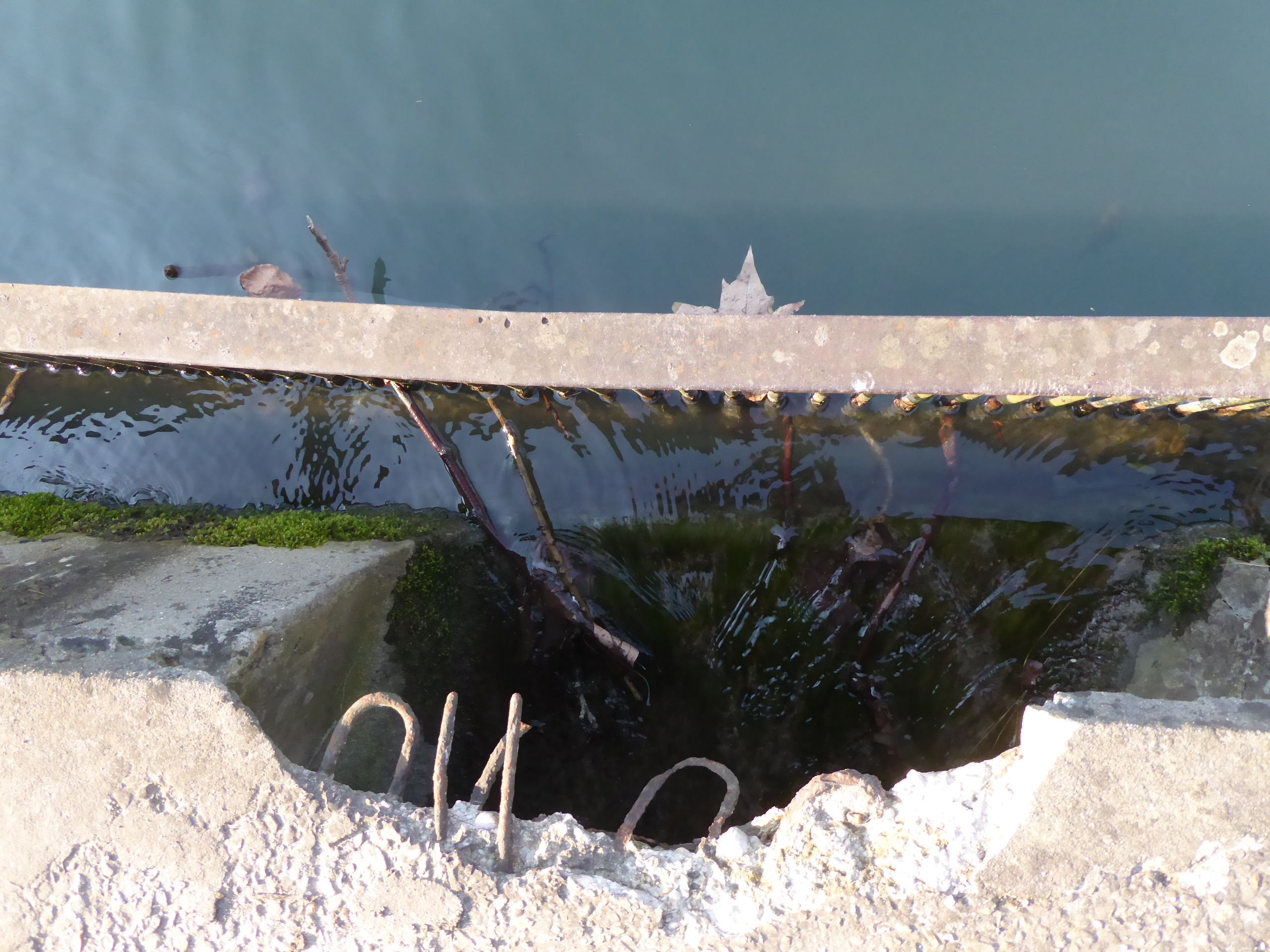
Le conduit du ru des Morteaux sur la rive sud du Grand canal du parc de Sceaux
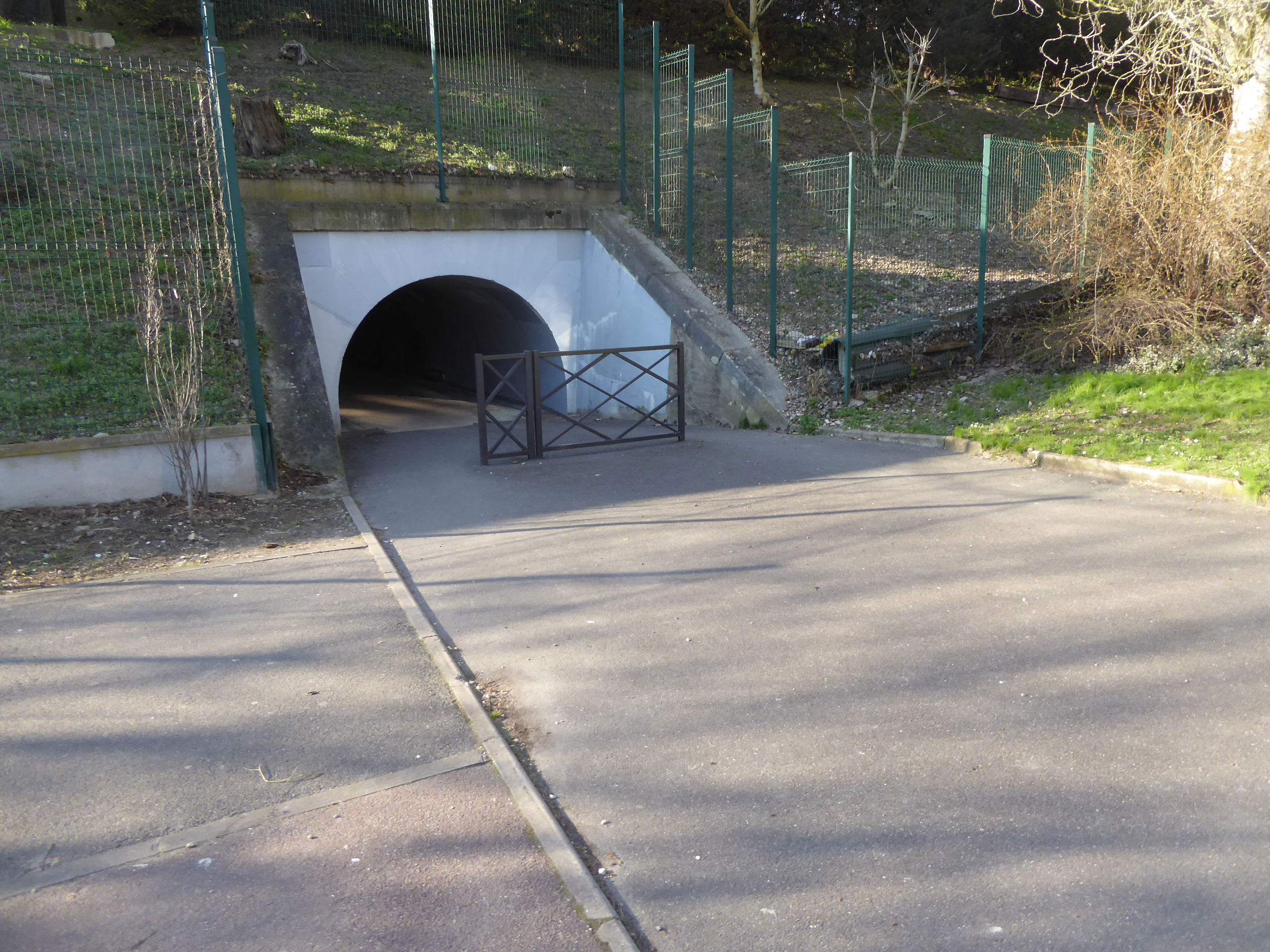
Ancien passage du ru de Morteaux sous la ligne de Sceaux, actuellement passage piétonnier